# Borovnica, Sele
Borovnica (nemško Zell-Freibach) je naselje v Občini Sele v Okraju Celovec-dežela na Koroškem v Avstriji.